# ВДВ Императорской армии Японии
Воздушно-десантные войска Императорской армии Японии, более известные как Тэйсин сюдан (яп. 挺進集団) — воздушно-десантное формирование Японской империи в годы Второй японо-китайской и Второй мировой войн. Представляло собой формирование, по статусу сопоставимое с дивизией, входило в состав Армейской авиации Императорской армии Японии. Являлись аналогом воздушно-десантных частей флота и морских пехотинцев.

## История
Императорская армия Японии планировала создать воздушно-десантные части ещё в конце 1930-х годов, однако Императорская ставка впервые обратилась к этому вопросу после анализа действий парашютистов Третьего рейха во время блицкрига в Европе в 1940 году. Первые части были сформированы в 1941 году и в октябре того же года в ходе очередной попытки взять Чанша были отправлены в тыл китайских войск — туда были сброшены три небольших парашютных десанта с тактическими и разведывательно-диверсионными целями.
14 февраля 1942 года состоялось сражение за Палембанг на острове Суматра, в котором впервые в бою участвовали армейские парашютисты Японии. Согласно плану, 425 человек из 1-го парашютно-десантного полка должны были захватить аэродром Палембанг, а бойцы 2-го парашютно-десантного полка занять город и взять под контроль нефтеперерабатывающий завод. 1-й парашютно-десантный полк отправился в Японию на борту транспортного корабля «Мэйко-Мару», однако 3 января 1942 года в Южно-Китайском море около острова Хайнань судно было потоплено. Весь личный состав полка на борт принял крейсер «Касии», однако парашютисты потеряли всё своё снаряжение, поэтому все обязанности по захвату Палембанга были переложены на 2-й парашютно-десантный полк.
Армейские парашютисты должны были принять участие в захвате Бирмы, однако позже эту операцию отменили. В июле 1943 года на волне успехов был создан 1-й планёрный танковый отряд, в составе которого было четыре лёгких танка Тип 95 «Ха-Го». Отряд был расширен позже до размеров батальона, куда вошли 14 танков Тип 2 «Ке-То», пехотная рота и рота автотранспорта. Парашютно-десантные бригады были собраны позже в крупный отряд, названный «Тэйсин сюдан» и имевший статус дивизии. Их базой был аэродром Карасехара в местечке Каваминами на острове Кюсю. Командовал парашютистами генерал-майор Рикити Цукада, общая численность личного состава достигала 5575 человек. Туда входили следующие части:
- Штабная рота (220 человек)
- Воздушная бригада
- Десантная бригада
- Два планёрных пехотных полка
- Десантно-артиллерийская рота (120 человек)
- Десантная рота связи (140 человек)
- Десантно-инженерная рота (250 человек)

Однако парашютисты Японии, как и любой другой страны, участвовавшей во Второй мировой войне, несли непропорционально огромные потери в живой силе, а для Японии потеря лучших солдат из личного состава Императорской армии стала катастрофой. Вследствие этого Тэйсин сюдан стали лёгкой пехотой. Два полка были объединены в 1-ю десантную группу генерал-майора Рикити Цукада и вступили в Южную группу армий, в составе которой участвовали в обороне Филиппин в 1944—1945 годах. Личный состав шести полков был схож с обычным пехотным батальоном, но артиллерии у них не было, поэтому артиллерийскую поддержку им оказывали другие части. Личный состав не высаживался на парашютах, а перебрасывался от места к месту на самолётах.
750 человек (преимущественно из 2-й десантной бригады) должны были совершить серию атак на американские авиабазы островов Лейте и Лузон, откуда осуществлялись вылеты союзных бомбардировщиков в сторону Японского архипелага, в ночь на 6 декабря 1944 года. Их должны были доставить самолёты Mitsubishi Ki-57, однако большая часть самолётов была сбита американцами. Уцелело не более 300 человек, которые уничтожили несколько самолётов и держали оборону у Бурауэна, пока их не уничтожили американцы. Остатки Тэйсин сюдан оставались на Филиппинах до конца Второй мировой войны.
В Силах самообороны Японии парашютно-десантные части были восстановлены только в 1958 году, когда была создана 1-я воздушно-десантная бригада.

## Снаряжение
Униформа парашютистов Императорской армии Японии была схожа с униформой немецких парашютистов: они носили обитые кожаные шлемы, позже заменённые на стальные, хотя на некоторых фотографиях у японцев были замечены именно немецкие шлемы. Снаряжение солдат соответствовало снаряжению обычных пехотинцев, за исключением того, что у парашютистов были дополнительные бандольеры. Во время кампании на Филиппинах у парашютистов появилась униформа хаки Тип 98 с коричневыми ремнями, золотой звездой на кепи, а также тёмно- и светло-коричневыми сапогами и перчатками. На эмблемах парашютистов изображались золотой коршун, открытый парашют и звезда.
Вооружение японцев включало следующие образцы оружия:
- Штык-нож Тип 30
- Револьвер Тип 26
- Пистолет Намбу Тип 14
- Пистолет Намбу Тип 94
- Винтовки Арисака[англ.]
- Винтовка TERA Тип 2
- Пистолет-пулемёт Тип 100
- Ручной пулемёт Тип 96
- Ручной пулемёт Тип 99
- Противотанковое ружьё Тип 97
- Граната Тип 97
- Миномёт Тип 89
- Миномёт Тип 97
- 70-мм пехотный миномёт Тип 11[англ.]
- 81-мм миномёт Тип 99[англ.]
- 37-мм пехотная пушка Тип 11

Тяжёлое оружие иногда сбрасывалось в специальных парашютных контейнерах. К концу войны планировалось оснастить Тэйсин сюдан экспериментальным противотанковым оружием — 70-мм реактивными гранатомётами Тип 4 и 45-мм безоткатными орудиями Тип 5 — чего, естественно, по многим причинам не случилось. Танковую поддержку предоставляли танки Тип 95 «Ха-Го»; предполагалось, что парашютисты будут использовать летающие танки номер 3 «Со-Ра» или «Ку-Ро», а также экспериментальные летающие танки типа Maeda Ku-6.